# Gmina Pleasant Valley (hrabstwo Carroll)

Położenie Gminy Pleasant Valley w hrabstwie Carroll

Gmina Pleasant Valley (ang. Pleasant Valley Township) – gmina w USA, w stanie Iowa, w hrabstwie Carroll. Według danych z 2000 roku gmina miała 415 mieszkańców.